# Люксембургска градина
Люксембургската градина (на френски: Jardin du Luxembourg) се намира в центъра на Париж, в района на левия бряг на река Сена. Представлява комплекс от дворец и парк и е един от символите на града. Преди е принадлежал на краля на Франция, но днес комплексът е държавен и в Люксембургския дворец заседава Сенатът на Франция. Заема площ от 26 хектара, от които 21 са отворени за обществеността.
Тя е любимо място за разходка на парижани, сред които и множество известни личности, които живеят в заобикалящия я район. Построена е през 1612 г. по заповед на Мария де Медичи, тъщата на крал Анри IV (точно копие на парка в родната ѝ Флоренция). През XIX век архитектът Жан-Франсоа-Терез Шалгрен я обновява и сега тя се състои от няколко части: официална градина, „английска“ градина, гора, поляни и овощна градина, през всички тях минават пътеки. Украсена е с цветни лехи и скулптури.
От 1906 до 2012 г. в Люксембургската градина има бронзова Статуя на свободата, преместена след това в Музей д'Орсе. 

## Снимки
- Шарл-Артур Буржоа, Гръцки актьор (1868).
- Жул Далу, Паметник на Делакроа (1890).
- Жул Далу, Триумфът на Силенус (1898).
- Минерва със сова.
- Жул Бланшар, Устата на Истината (1871).
- Карта на Люксембургската градина за слепи.
- Открит бюфет.
- Фонтан „Медичи“.
- Ловждийката Диана
- Алея под снега.
- Басейнът под снега.
- Стол в Люксембургската градина с логото на Сената.
- Градината през април.
- Люксембургската градина под снега, гледана от Люксембургския дворец.
- Люксембургският дворец, изглед от юг, април 2018 г.
- Статуя на Сент Бьов от Денис Пуеш.
- Бюст на Шарл Бодлер от Пиер-Феликс Масо.
- Паметник на Огюст Шерер-Кестнер от Жул Далу.
- Статуя на свободата в Люксембургската градина, 2005 г.